# Шейх Джамал Дхамонді Клаб
Лт. Шейх Джамал Дхамонді Клаб Лімітед або просто «Шейх Джамал» (бенг. শেখ জামাল ধানমন্ডি ক্লাব লি) — професіональний бангладеський футбольний клуб з міста Дакка. Один з найуспішніших футбольних клубів Бангладеш. Спочатку був відомий як Дхамонді клаб, допоки не перетворився в товариство з обмеженою відповідальністю.

## Досягнення
- Прем'єр-ліга
  -  Чемпіон (3): 2010/11, 2013/14, 2014/15
  -  Срібний призер (2): 2012/13, 2017/18

- Кубок Федерації футболу Бангладеш
  -  Володар (3): 2011/12, 2013/14, 2014/15
  -  Фіналіст (2): 2010/11, 2012/13

- Кубок незалежності Бангладеш з футболу
  -  Фіналіст (1): 2012/13

- Золотий Кубок Будха Субба
  -  Володар (1): 2002

- Кубок Похари
  -  Володар (1): 2011[1]

- Кубок Короля Бутану з футболу
  -  Володар (1): 2014[2]

- Щит Індійської Футбольної Асоціації
  -  Фіналіст (1): 2014[3]

## Відомі тренери
- Зоран Кралевич (2010)
- Пакір Алі (2010–2011)
- Саїфул Барі Тіту (2011)
- Мохаммад Абу Юсуф (2011)
- Джозеф Афусі (2012–14)
- Маруфул Хагуе (2014–2015)
- Джозеф Афусі (2015)
- Шафікул Іслам Манік (2016)
- Стефан Ганссон (2016–теперішній час)